# Маэ, Кантен
Канте́н Маэ́ (фр. Kentin Mahé; род. 22 мая 1991 года, Париж) — французский гандболист, выступает за клуб «Гуммерсбах» и сборную Франции. Двукратный чемпион мира (2015 и 2017), чемпион Олимпийских игр 2020 года.

## Карьера

### Клубная
Кантен Маэ начинал играть в гандбол во Франции. В 2000 году Маэ переехал в Германию и стал воспитанником клуба «Байер Дормаген» (TSV Bayer Dormagen).
Свою профессиональную карьеру начал в клубе «Рейланд», в 2008 году. В 2010 году Кантена Маэ вызвали в сборную Франции, где он дебютировал 28 октября в матче против Туниса. В 2011 году Маэ заключил контракт с клубом «Гуммерсбах», где провёл 2 сезона. В 2013 году Маэ перешёл в «Гамбург». Выступая за клуб «Гамбург», Маэ вместе с клубом выиграл кубок ЕГФ в 2015 году. В 2015 году Маэ заключил трёхлетний контракт с клубом «Фленсбург-Хандевитт». В июле 2018 года перешёл в венгерский клуб «Веспрем».

### В сборной
Кантен Маэ выступает за сборную Франции. За сборную Франции Маэ дебютировал 28 октября 2010 года в матче против Туниса. Маэ участник чемпионата Европы 2016 и чемпионата мира 2015 года. В составе сборной Франции Маэ стал чемпионом мира в 2015 году. За сборную Франции Кантен сыграл 135 матчей и забил 434 мяча.

## Награды
- Серебряный призёр летних Олимпийских игр: 2016
- Чемпион мира: 2015, 2017
- Бронзовый призёр чемпионата Европы: 2018
- Чемпион Германии: 2018
- Обладатель кубка ЕГФ: 2015

## Статистика
| Сезон          | Клуб                | Лига       | Матчи | Голы | 7-метр | Голы |
| -------------- | ------------------- | ---------- | ----- | ---- | ------ | ---- |
| 2008/09        | Рейнланд            | Бундеслига | 10    | 11   | 0      | 11   |
| 2009/10        | Рейнланд            | Бундеслига | 21    | 23   | 4      | 19   |
| 2010/11        | Рейнланд            | Бундеслига | 33    | 103  | 2      | 101  |
| 2011/12        | Гуммерсбах          | Бундеслига | 33    | 151  | 19     | 132  |
| 2012/13        | Гуммерсбах          | Бундеслига | 20    | 107  | 20     | 87   |
| 2013/14        | Гамбург             | Бундеслига | 27    | 38   | 2      | 36   |
| 2014/15        | Гамбург             | Бундеслига | 34    | 161  | 13     | 148  |
| 2015/16        | Фленсбург-Хандевитт | Бундеслига | 26    | 60   | 13     | 47   |
| 2016/17        | Фленсбург-Хандевитт | Бундеслига | 34    | 104  | 23     | 81   |
| 2017/18        | Фленсбург-Хандевитт | Бундеслига | 33    | 64   | 33     | 31   |
| 2008 — по н.в. | Итого               | Бундеслига | 271   | 822  | 129    | 693  |